# Baeus cyclosae
Baeus cyclosae är en stekelart som beskrevs av Margaría och Marta Susana Loiácono 2006. Baeus cyclosae ingår i släktet Baeus och familjen Scelionidae. Inga underarter finns listade.